# Сиара
Сиа́ра (англ. Ciara /siːˈɛrə/, Сиэ́ра), полное имя Сиара Принцесс Харрис (англ. Ciara Princess Harris; род. 25 октября 1985, Остин) — американская певица, автор песен, продюсер, танцовщица, актриса, модель. Родилась в Остине, будучи ребёнком путешествовала по всему миру с родителями, переехав вскоре в Атланту. Там она стала участницей девичьей группы Hearsay. Однако, из-за разногласий, группа вскоре распалась. На тот момент Сиара писала песни для других исполнителей; в 2002 году она познакомилась с продюсером Jazze Pha, с помощью которого подписала контракт с лейблом LaFace Records.
В 2004 году Сиара выпустила дебютный альбом Goodies, который включал в себя три мировых хита: «Goodies», «1, 2 Step» и «Oh». Диск трижды получил статус платинового от Американской ассоциации звукозаписывающих компаний (RIAA) и принёс Сиаре четыре номинации на 48-ю премию «Грэмми». В 2006 году Сиара выпустила второй студийный альбом Ciara: The Evolution, в который вошли хиты: «Get Up», «Promise» и «Like a Boy». Пластинка возглавила хит-парады США и получила платиновый статус.
В 2009 году вышел третий альбом Сиары Fantasy Ride. Он оказался менее успешным по сравнению с предыдущими релизами певицы. Композиция «Love Sex Magic», записанная при участии Джастина Тимберлейка, пользовалась популярностью по всему миру, и вскоре была номинирована на 52-ю церемонию «Грэмми» в категории «Лучшее совместное вокальное поп-исполнение». В следующем году Сиара выпустила альбом Basic Instinct. Он продавался весьма скромно и потерпел неудачу в чартах. В 2011 году певица подписала контракт с компанией Epic Records, и в 2013 году выпустила пятый альбом Ciara, которому предшествовал сингл «Body Party». В 2015 году Сиара представила пластинку Jackie, включавшую в себя синглы: «I Bet» и «Dance Like We’re Making Love». Альбом дебютировал под семнадцатым номером в американском чарте Billboard 200. В первую неделю было продано всего 19 000 экземпляров диска, что сделало его одним из наименее успешных альбомов Сиары в плане продаж.
В 2006 году Сиара дебютировала в кино, сыграв Бекку Уотли в фильме «Всё, что у тебя есть» (англ. All You’ve Got). В 2012 году она сыграла Амару Уинтер в фильме «Мама, я хочу петь!» (англ. Mama, I Want to Sing!) и Бри, подругу Донни, в комедии «Папа-досвидос» (англ. That’s My Boy) . В 2013 году она сыграла эпизодическую роль в телесериале «Игра» (англ. The Game).
Восемь синглов Сиары попали в первую десятку чарта Billboard Hot 100, и некоторым из них удалось возглавить хит-парад. Среди наград Сиары имеются по три победы на премиях BET Awards, MTV Video Music Awards, MOBO Awards и одна «Грэмми». На сегодняшний день продажи альбомов Сиары по всему миру составляют 23 миллиона экземпляров.

## Биография

### Ранние годы
Сиара родилась 25 октября 1985 года в Остине, штат Техас, и была единственным ребёнком в семье Джеки и Карлтона Харрис. Поскольку её отец служил в армии США, детство Сиара провела на военных базах в Германии, Нью-Йорке, штатах Юта, Калифорнии, Аризоне и Неваде. Будучи подростком, Сиара вместе с семьёй переехала в Атланту. Там, вместе со своими двумя подругами, она создала группу под названием Hearsay. Коллектив записал демодиск, но через некоторое время распался из-за разногласий между участницами. После распада группы, Сиара начала писать песни для других исполнителей. Первый успех пришёл к ней с песней «Got Me Waiting» для дебютного альбома R&B-певицы Фантазии Баррино Free Yourself. В то же время она познакомилась с продюсером Jazze Pha и записала четыре демозаписи: «1, 2 Step», «Thug Style», «Pick Up the Phone» и «Lookin' at You». Эти песни позже вошли в её дебютный альбом, который вышел два года спустя. «1, 2 Step» была выпущена в качестве второго сингла из альбома и стала хитом.

## Карьера

### 2003—2005:Goodies
В 2003 году, после окончания средней школы в Ривердейле, штат Джорджия, Сиара была подписана на лейбл LaFace Records исполнительным продюсером Эл-эй Ридом, которому её представил Jazze Pha. Позже в том же году она начала работать над своим дебютным альбомом. В начале 2004 года, вместе с продюсером Шоном Гарреттом, Сиара написала демозапись, которая привлекала внимание Лил Джона и стала её дебютным синглом, получившим название «Goodies». Лил Джон позже говорил, что он, поняв, как звучание песни схоже с международным хитом Ашера «Yeah!», знал, что песня станет хитом.
28 сентября 2004 года Сиара выпустила свой дебютный студийный альбом Goodies. Пластинка дебютировала под номером три в американском чарте Billboard 200, её продажи в первую неделю составили 124 750 экземпляров, она также возглавила чарт Top R&B/Hip-Hop Albums. После выхода альбома, Сиара была провозглашена «Первой Леди или Принцессой Кранка&B». Goodies провёл семьдесят одну неделю в Billboard 200, и 10 октября 2006 года был сертифицирован как трёхкратно-платиновый от Американской ассоциации звукозаписывающих компаний (RIAA). По состоянию на июнь 2010 года, продажи альбома в США составляют около трёх миллионов экземпляров. Добравшись до 22-й строчки в Canadian Albums Chart, альбом получил платиновый статус от Канадской ассоциации звукозаписывающих компаний. В UK Albums Chart Goodies добрался до 26-й строчки, и провёл в чарте двадцать недель. Диск получил серебряный статус от Британской ассоциации производителей фонограмм (BPI), став единственным сертифицированным альбомом Сиары в Великобритании.
Первый сингл Goodies, одноимённый трек, записанный при участии рэпера Пити Пабло, вышел 8 июня 2004 года. Песня была задумана как женский вариант хита Ашера «Yeah!». Лирически, главная героиня песни отвергает мужчину, заявляя ему, что он «никогда не увидит её раздетой». Критики называли композицию «летним гимном» и одним из лучших синглов года, отметив «замечательную танцевальную мелодию с хорошим битом», а также ироничность лирики. Песня имела коммерческий успех по всему миру, возглавив чарты Канады, США и Великобритании, а также попав в топ-10 чартов других стран. В США сингл получил платиновый статус. Вторым синглом из альбома стала композиция «1, 2 Step», записанная при участии Мисси Эллиотт. Песня попала в топ-10 чартов многих стран, возглавила чарты Канады, и получила платиновый и золотой статусы в ряде стран. 5 марта 2005 года вышел третий сингл с Goodies «Oh» при участии рэпера Ludacris. Композиция попала в топ-10 семи чартов по всему миру, и стала «платиновой» и «золотой» во многих странах.
После успеха дебютного альбома, 12 июля 2005 года Сиара выпустила в США CD/DVD-диск, получивший название Goodies: The Videos & More, который включал в себя две новые композиции — ремиксы на песни «1, 2 Step» и «Oh». Этот музыкальный релиз получил платиновый статус в США. В 2005 году Сиара приняла участие в записи сингла Мисси Эллиотт «Lose Control» в качестве приглашённого исполнителя. Также она записала совместный сингл с рэпером Bow Wow «Like You». Обе песни достигли третьей строчки в США и имели успех по всему миру. В декабре она выступила на разогреве у Гвен Стефани в рамках её тура Harajuku Lovers Tour, и вместе с Крисом Брауном и Bow Wow отправилась в тур  Holiday Jam Tour. На 48-й церемонии награждения «Грэмми» Сиара получила четыре номинации: «Лучший новый исполнитель», «Лучшее рэп-/ песенное совместное исполнение» за песню «1, 2 Step», «Лучшая рэп-песня» за сингл Мисси Эллиотт «Lose Control» и «Лучшее музыкальное видео» за клип «Lose Control», в которой победила.

### 2006—2007:Ciara: The Evolutionи дебют в кино
5 декабря 2006 года Сиара выпустила второй студийный альбом Ciara: The Evolution. По словам певицы, название альбома говорит о большем, чем о её личностном взрослении. Оно также отражает эволюцию в её музыке, танцах, стиле и образе. Автором или соавтором большинства песен в альбоме выступила сама Сиара. Продюсером некоторых из них является также она. Ciara: The Evolution стал первым альбомом Сиары, дебютировавшим на первой строчке в Billboard 200, и вторым — в Top R&B/Hip-Hop Albums. Продажи диска в первую неделю составили 338 000 экземпляров. На сегодняшний день Ciara: The Evolution является альбомом Сиары с самыми высокими продажами в первую неделю. Спустя пять недель после релиза, альбом получил платиновый статус в США, и согласно Nielsen SoundScan, был распродан тиражом в 1,3 миллиона экземпляров. Продажи пластинки по всему миру составляют два миллиона экземпляров.

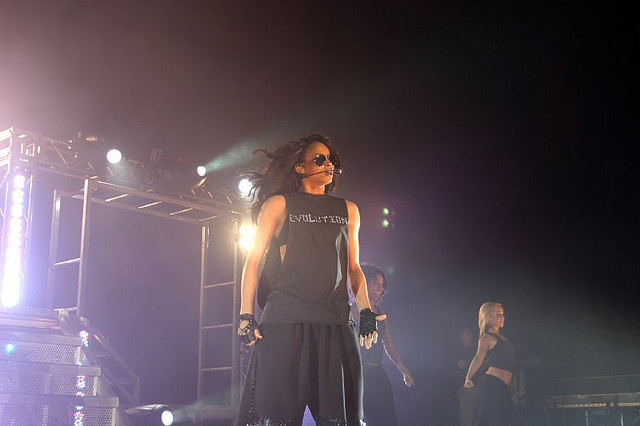
Сиара в ноябре 2006 года во время выступления в рамках своего первого концертного тура Ciara: Live in Concert.

Первый сингл альбома, «Get Up», записанный при участии рэпера Chamillionaire, добрался до седьмой строчки в США и стал «платиновым». В Новой Зеландии он достиг пятой позиции. Композиция была использована в фильме «Шаг вперёд» и вошла в саундтрек к нему. Американский лид-сингл, «Promise», добрался до одиннадцатой строчки в Billboard Hot 100, и стал третьим синглом Сиары, занявшим первое место в чарте Hot R&B/Hip-Hop Songs. «Like a Boy» вышел в качестве второго международного сингла из альбома, и попал в топ-20 чартов Великобритании, Финляндии, Франции, Ирландии, Швеции, Швейцарии, а также США. Четвёртый и заключительный сингл из альбома, «Can’t Leave 'Em Alone» добрался до десятой строчке в Hot R&B/Hip-Hop Tracks и до 40-й в Billboard Hot 100. Добравшись до четвёртой позиции в Новой Зеландии, песня стала пятым синглом Сиары, попавшим в топ-10 чарта этой страны. В других международных чартах, песня имела средний успех.
В октябре 2006 года Сиара отправилась в свой первый концертный тур в поддержку нового альбома. Выступления проходили в семнадцати разных клубах в городах США. Тур был встречен смешанными отзывами критиков: мнения рецензентов о записанных заранее фонограмм для тура разделились, они отмечали, что Сиара немного не подготовилась, чтобы провести её собственный тур, но оценили её хореографию. В августе 2007 года Сиара выступила хэдллайнером тура Screamfest '07 вместе с рэпером T.I.. Критики похвалили Сиару за её танцы и способность привлекать внимание почти всей арены. В декабре Сиара выступила в Великобритании на разогреве тура Рианны Good Girl Gone Bad Tour. Сиара приняла участие в записи синглов «So What» (апрель 2006 года) группы Field Mob, и «Promise Ring» (май 2007 года) певицы Тиффани Эванс. Первый попал в топ-10 чарта Billboard Hot 100, второй имел небольшой успех в Hot R&B/Hip-Hop Songs.
В мае 2006 года Сиара дебютировала в кино, сыграв девочку-подростка Бекку Уотли в фильме «Всё, что у тебя есть» производства MTV Films. По сюжету героиня Сиары участвует в турнире по волейболу. Фильм получил смешанные отзывы критиков, которые посчитали, что фильм оказался предсказуемым, но приятным.

### 2008—2011:Fantasy Ride,Basic Instinctи смена лейбла

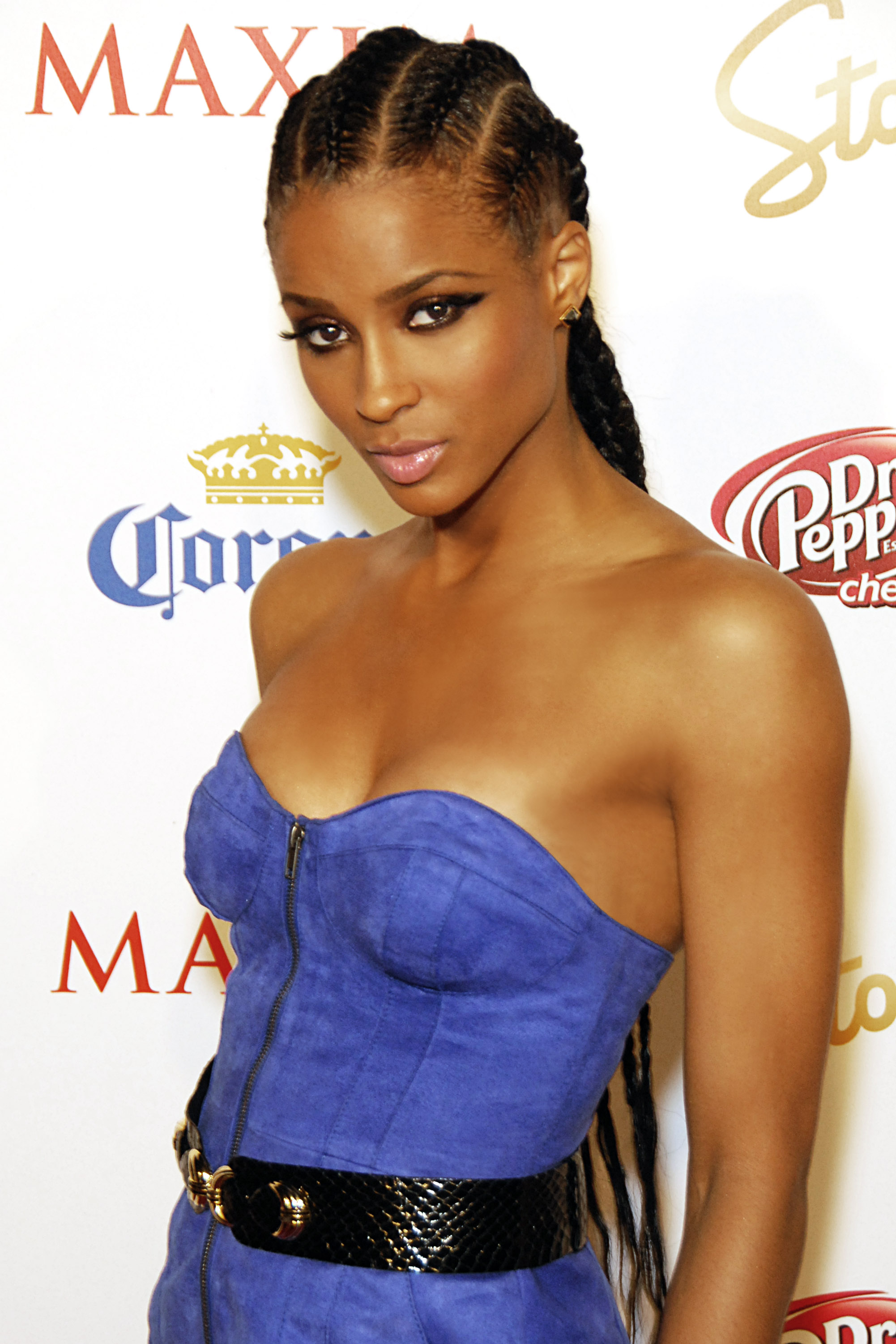
Сиара в 2009 году

В октябре 2008 года Сиара была признана «Женщиной года» по версии журнала Billboard в связи с её успехом в музыкальной индустрии. Хотя её третий альбом должен был выйти в сентябре 2008 года, он вышел в мае 2009 года, после нескольких задержек. Как и на предыдущих альбомах, песни на Fantasy Ride выдержаны в жанрах R&B и хип-хоп. Также в них сочетаются элементы танцевальной и поп-музыки. «Я немного веселюсь с лирикой. Я не боюсь. В начале я была сознательной и очень осторожной и немного боялась делать что-то. С этим альбомом я не сдерживаюсь, это свобода. Это просто пространство, в котором я нахожусь в данный момент» — рассказала Сиара MTV News. Fantasy Ride стал первым альбомом Сиары, попавшим в топ-10 чартов Великобритании и Канады. В США он дебютировал под номером три в чарте Billboard 200, и стал третьим альбом Сиары, оказавшимся в тройке чарта. Согласно Nielsen SoundScan, продажи альбома на сегодняшний день составляют 193 000 экземпляров.
Первым синглом из альбома стала песня «Go Girl». Изначально планировалось выпустить её в качестве ведущего сингла, однако, она была не очень успешной в чартах, и была выпущена только в виде промосингла. Песня заняла первую строчку в чарте Японии. Официальный ведущий сингл их альбома, «Never Ever», записанный совместно с Young Jeezy, вышел в США в январе 2009 года и достиг девятой строчки в американском чарте Hot R&B/Hip-Hop Songs. Второй сингл, «Love Sex Magic», записанный совместно с Джастином Тимберлейком, стал международным хитом, попав в топ-10 чартов двадцати стран. В США он достиг десятой позиции в Billboard Hot 100. Он получил платиновый статус в Австралии и золотой в Новой Зеландии. Сингл был номинирован на «Грэмми» в категории «Лучшее совместное вокальное поп-исполнение», а также в категории «Лучшая хореография в клипе» на MTV Video Music Awards 2009. Четвёртым синглом из альбома стала композиция «Like a Surgeon». Песня не сопровождалась промокампанией, была выпущена без обложки сингла, и на неё не был снят видеоклип. Однако, это не помешало ей добраться до 25-й строчки в Hot R&B/Hip-Hop Songs. Пятый сингл из альбома, «Work» при участии Мисси Эллиотт, имел средний успех в международных чартах.
В июле 2009 года Сиара стала хедлайнером тура Jay-Z & Ciara Live вместе с Jay-Z. Её выступления получили смешанные отзывы: критики похвалили её танцы, однако посчитали, что она казалась разъединённой от публики. Также, в июне 2009 года Сиара выступала на разогреве у Бритни Спирс в рамках турне The Circus Starring Britney Spears. Выступления проходили в Лондоне, на арене O2. Её выступления получили восторженные отзывы как от критиков, так и от фанатов певицы, которые назвали эффектными её танцевальные способности, которые «возможно даже лучше чем у Бритни Спирс». В феврале 2010 года Сиара вместе с Pitbull приняла участие в записи ремикса на сингл Ludacris «How Low». В следующем месяце она сыграла камео в клипе Ашера на песню «Lil' Freak».
14 декабря 2010 года Сиара выпустила четвёртый альбом Basic Instinct. В интервью корреспонденту журнала Blues & Soul Питту Льюису, Сиара рассказала о том что этот альбом повествует о её доверии своим инстинктам и возвращает её к истокам урбана и R&B, во времена «Goodies» и «1, 2 Step». Исполнительным продюсером альбома выступила сама Сиара, а также Марк Питтс и продюсерский дуэт Трики Стюарта и The-Dream, которые спродюсировали песни для третьего альбома Сиары Fantasy Ride. Basic Instinct дебютировал под номером сорок четыре в чарте Billboard 200 с продажами 37 000 экземпляров в первую неделю, став единственным альбомом певицы, не попавшим в тройку чарта. В Hot R&B/Hip-Hop Songs он дебютировал под номером одиннадцать, тем самым став единственным диском Сиары, не попавшим в топ-2 этого чарта. Ведущим синглом из альбома стала песня «Ride», совместная работа с рэпером Ludacris. Композиция была выпущена 26 апреля 2010. Она достигла 42-й строчки в чарте Billboard Hot 100, третьей в Hot R&B/Hip-Hop Songs, и 75-й в UK Singles Chart. Видеоклип на эту песню был номинирован на премию Soul Train Music Awards в категории «Лучшее танцевальное исполнение» и одержал победу. Второй сингл, «Speechless», имел меньший успех, достигнув только 74-й позиции в чарте Hot R&B/Hip-Hop Songs. «Gimmie Dat», третий сингл с Basic Instinct, получил положительные отзывы критиков, но добрался только 63-й строчки в Hot R&B/Hip-Hop Songs и 27-й в урбан-чартах Великобритании. В ноябре 2010 года Сиара выступила на концерте Summerbeatz вместе с Flo Rida, Джей Шоном, Эйконом, Трэви Маккоем и Ja Rule. Летом 2011 года Сиара была частью тура Malibu Rum Tour. Она выступала в семи шоу по США.
В феврале 2011 года, после многочисленных слухов о том, что Сиара покинула Jive Records, она опубликовала официальное заявление на своей странице в Facebook, в котором говорилось о недостаточном продвижении и финансировании её работ на лейбле. По словам Сиары, она получила недостаточную поддержку от лейбла, и за продвижение нескольких синглов, таких как «Gimmie Dat», заплатила собственные деньги. Разочарование, которое она испытывала во время работы над третьим и четвёртым альбомами, вынудило её разорвать контракт с компанией. В мае 2011 года Сиара была удалена с сайта Jive Records. 12 июля 2011 года было объявлено, что Сиара воссоединилась с Эл-Эй Ридом для того чтобы подписать контракт с его лейблом Epic Records, что было подтверждено в сентябре того же года.

### 2012—2013:Ciaraи съёмки в кино
В феврале 2012 года в интервью газете Sway in the Morning Сиара объявила о записи пятого студийного альбома. По словам певицы, для неё и всей продюсерской команды важно не торопиться с выпуском этого альбома . В записи принимали участие различные продюсеры и авторы песен, включая Hit-Boy, Soundz, Дайан Уоррен, Трики Стюарт и The Underdogs. Также, по словам Сиары, в записи были задействованы люди, с которыми она не работала прежде. В мае на пресс-конференции MTV Сиара объявила, что новый альбом будет называться One Woman Army, и что скоро выйдет лид-сингл — песня «Sweat». Композиция при участии рэпера 2 Chainz была представлена онлайн 4 июня 2012 года. 19 июня сингл должен был стать доступен для загрузки на портале iTunes. Однако, в последнюю минуту выход сингла был отменён по непонятным причинам. 13 августа 2012 года Сиара объявила, что официальным лид-синглом станет песня «Sorry». Официальный видеоклип на эту песню был представлен на шоу 106 & Park, а также на канале VEVO. 25 сентября «Sorry» стал доступен для онлайн-загрузки, а 9 октября появился на американских радиостанциях. В США «Sorry» достиг 40-й строчки в Hot R&B/Hip-Hop Songs и 22-й в Bubbling Under Hot 100 Singles.
21 октября 2012 года журнал Rap-Up выложил закулисные съёмки клипа на второй сингл из альбома, «Got Me Good». Песня и клип были представлены 25 октября на площади «Таймс-сквер» в Нью-Йорке. Видеоклип был показан на большом телеэкране Sony. 6 ноября 2012 года сингл стал доступен для цифровой загрузки. 13 ноября песня появилась на радиостанциях Rhythmic contemporary, а 4 декабря на Contemporary hit radio. 15 апреля 2013 года стало известно, что альбом будет называться Ciara вместо One Woman Army. В этот же день был анонсирован трек-лист альбома. В связи с тем, что синглы «Sweat», «Sorry» и «Got Me Good» потерпели неудачу в чартах, лейбл решил не включать их в альбом. Позже было объявлено, что ведущим синглом станет новая песня «Body Party». Она вышла в марте 2013 года и заняла 22-ю строчку в Billboard Hot 100 и вторую в Hot R&B/Hip-Hop Songs. Вторым синглом стала песня «I’m Out», записанная дуэтом с Ники Минаж. Сам альбом вышел 9 июля 2013 года. Он дебютировал под номером двадцать в американском чарте Billboard 200 с продажами 59 000 экземпляров в первую неделю, став четвёртым альбомом Сиары, попавшим в тройку чарта. В чарте Hot R&B/Hip-Hop Songs пластинка достигла второй строчки.
В 2012 году, во время работы над пятым альбомом, Сиара снялась в двух фильмах. В фильме «Мама, я хочу петь!» она сыграла Амару Уинтер, дочь проповедника, которую заметил состоявшийся музыкант. Она также сыграла девушку по имени Бри в комедийном фильме «Папа-досвидос». 26 марта 2013 года на канале BET состоялась премьера телесериала «Игра», в котором Сиара появилась в качестве камео, сыграв лучшую подругу Лорен Лондон.

### 2014—настоящее время:JackieиBeauty Marks

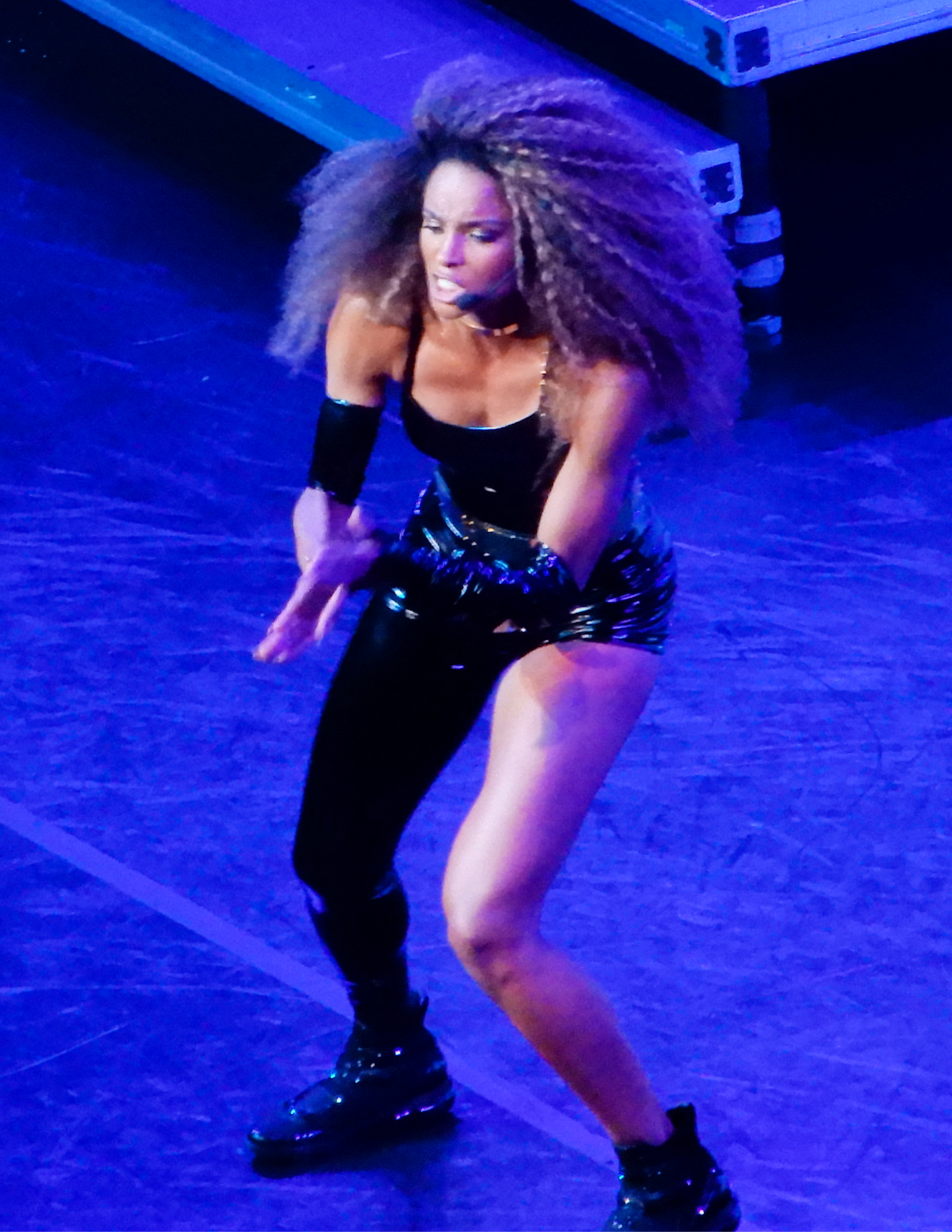
Сиара выступает на разогреве у Бруно Марса во время его гастрольного тура 24K Magic World Tour

В сентябре 2013 года продюсер Mike Will Made It объявил, что Сиара начала работать над шестым альбомом. В декабре певица подтвердила, что продолжает работать над пластинкой. В интервью журналу Rap-Up Сиара рассказала, что запись альбома началась в 2013 году, незадолго до Дня Благодарения, и что скоро она представит новый материал. В конце января 2014 года на Degree Women Grammys Celebration в Лос-Анджелесе Сиара представила концертную версию песни «Anytime». 2 февраля она выпустила студийную версию этой песни, записанную при участии её возлюбленного — рэпера Фьючера, и спродюсированную Boi-1da и Каталистом. После заключения помолвки с Фьючером, в апреле 2014 года Сиара рассказала журналу W, что новый альбом вдохновлён её женихом. В мае Сиара родила первого ребёнка. После появления новостей об измене Фьючера Сиаре во время их отношений, стало известно, что пара расторгла помолвку. После разрыва отношений с Фьючером, Сиара перенесла релиз альбома на 2015 год и «спокойно» начала записывать новый материал, пытаясь сосредоточиться на материнстве.
26 января 2015 года вышел первый сингл с грядущего альбома — «I Bet». В мае Сиара отправилась в свой первый тур за шесть лет. Jackie Tour начался 3 мая 2015 года и включал концерты в Нью-Йорке, Бостоне, Новом Орлеане, Далласе и Лос-Анджелесе. Последнее выступление Сиары в рамках тура состоялось 31 мая в Сан-Франциско. Шестой студийный альбом Сиары Jackie вышел 1 мая 2015 года. В него вошли синглы «I Bet» и «Dance Like We’re Making Love». Пластинка дебютировала на семнадцатой строчке хит-парада Billboard 200, её продажи в первую неделю оказались довольно низкими по сравнению с предыдущими альбомами певицы: было продано всего 25 000 экземпляров в эквивалентных альбому единицах (19 900 исходя из «чистых» продаж).
В марте 2016 года Сиара объявила, что работает над седьмым альбомом, заявив, что он будет выдержан в новом для неё музыкальном стиле. 27 января 2017 года стало известно, что Сиара подписала контракт с лейблом Warner Bros. Records. 18 июля 2018 года певица выпустила песню и клип «Level Up». Композиция стала первым синглом с будущей пластинки. Релиз седьмого студийного альбома Сиары, получившего название Beauty Marks, состоялся 10 мая 2019 года. Помимо «Level Up» синглами были выпущены песни «Freak Me», «Dose», «Greatest Love» и «Thinkin Bout You», которую Сиара исполнила на премии Billboard Music Awards.
В июле 2019 года Сиара объявила, что вместе с Дэвидом Добриком и Дебби Гиббсон будет в составе жюри музыкального телеконкурса America’s Most Musical Family. 23 декабря того же года Сиара и Бланко Браун представили ремикс на композицию Брауна «The Git Up».
13 августа 2020 года, после небольшого перерыва, Сиара выпустила песню под названием «Rooted» при участии Эстер Дин.

## Личная жизнь
В октябре 2013 года Сиара заключила помолвку с рэпером Фьючером. В августе 2014 года стало известно о том, что исполнители расстались. У бывшей пары есть сын — Фьючер Захир Уилберн (род. 19 мая 2014).
С 6 июля 2016 года Сиара замужем за квотербеком команды «Сиэтл Сихокс» Расселлом Уилсоном, с которым она встречалась 13 месяцев до их свадьбы. Свадьба состоялась в Великобритании, в Пекфортонском замке. У супругов есть дочь — Сиенна Принсесс Уилсон (род. 28 апреля 2017). 30 января 2020 года стало известно, что супруги ожидают появления своего второго ребёнка, а 14 апреля, что у них будет сын. 23 июля Сиара родила сына Уина Харрисона Уилсона.
10 марта 2017 года беременная Сиара попала в автокатастрофу, не получив серьёзных травм.

## Награды(неполный список)
- 2005: MTV Video Music Awards за «Лучшее танцевальное видео», за «Лучшее хип-хоп видео»: Lose Control (Мисси Эллиот при участии Сиары и Fatman Scoop)
- 2006: «Грэмми» за «Лучшее музыкальное видео»: Lose Control (Мисси Эллиот при участии Сиары и Fatman Scoop)

## Дискография

### Студийные альбомы
- Goodies (2004)
- Ciara: The Evolution (2006)
- Fantasy Ride (2009)
- Basic Instinct (2010)
- Ciara (2013)
- Jackie (2015)
- Beauty Marks (2019)

### Синглы

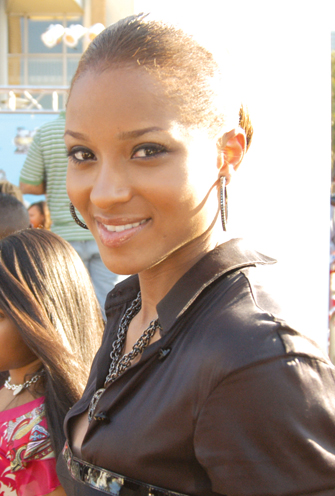
Сиара

| Год  | Сингл                                            | Позиция в чарте | Позиция в чарте | Позиция в чарте | Позиция в чарте | Альбом                                   |
| Год  | Сингл                                            | США             | США R&B         | UK              | AUS             | Альбом                                   |
| ---- | ------------------------------------------------ | --------------- | --------------- | --------------- | --------------- | ---------------------------------------- |
| 2004 | «Goodies» (при участии Petey Pablo)              | 1               | 1               | 1               | 19              | Goodies                                  |
| 2004 | «1, 2 Step» (при участии Missy Elliott)          | 2               | 4               | 3               | 2               | Goodies                                  |
| 2005 | «Oh» (при участии Ludacris)                      | 2               | 2               | 4               | 7               | Goodies                                  |
| 2005 | «And I»                                          | 96              | 27              | —               | —               | Goodies                                  |
| 2006 | «Get Up» (при участии Chamillionaire)            | 7               | 10              | 189             | —               | Ciara: The Evolution, Step Up soundtrack |
| 2006 | «Promise»                                        | 11              | 1               | —               | —               | Ciara: The Evolution                     |
| 2007 | «Like a Boy»                                     | 19              | 6               | 16              | —               | Ciara: The Evolution                     |
| 2007 | «Can’t Leave 'Em Alone» (при участии 50 Cent)    | 40              | 10              | 115             | —               | Ciara: The Evolution                     |
| 2008 | «Go Girl» (при участии T-Pain)                   | 78              | 26              | —               | —               | Fantasy Ride                             |
| 2009 | «Never Ever» (при участии Young Jeezy)           | 66              | 9               | —               | —               | Fantasy Ride                             |
| 2009 | «Love Sex Magic» (при участии Justin Timberlake) | 10              | 83              | 5               | 5               | Fantasy Ride                             |
| 2009 | «Work» (при участии Missy Elliott)               | —               | —               | 52              | 66              | Fantasy Ride                             |
| 2009 | «Like a Surgeon»                                 | —               | 59              | —               | —               | Fantasy Ride                             |
| 2010 | «Ride» (при участии Ludacris)                    | 42              | 3               | 75              | 75              | Basic Instinct                           |
| 2010 | «Speechless»                                     | —               | 74              | —               | —               | Basic Instinct                           |
| 2010 | «Gimmie Dat»                                     | 116             | 63              | 111             | —               | Basic Instinct                           |
| 2013 | «Body Party»                                     | 22              | 6               | —               | —               | Ciara                                    |
| 2013 | «I’m Out» (при участии Nicki Minaj)              | 44              | 13              | 54              | 41              | Ciara                                    |
| 2013 | «Overdose»                                       | —               | —               | —               | —               | Ciara                                    |
| 2015 | «I Bet»                                          | 43              | 15              | 65              | —               | Jackie                                   |
| 2015 | «Dance Like We’re Making Love»                   | 100             | 28              |                 |                 | Jackie                                   |

## Фильмография
| Год  | Название             | Роль              |
| ---- | -------------------- | ----------------- |
| 2006 | Всё, что есть у тебя | Бекка Уотли       |
| 2008 | Мама, я хочу петь!   | Амара             |
| 2011 | Адские кошки         | в роли самой себя |
| 2012 | Папа-досвидос        | Бри               |